# Christiane Langenberger

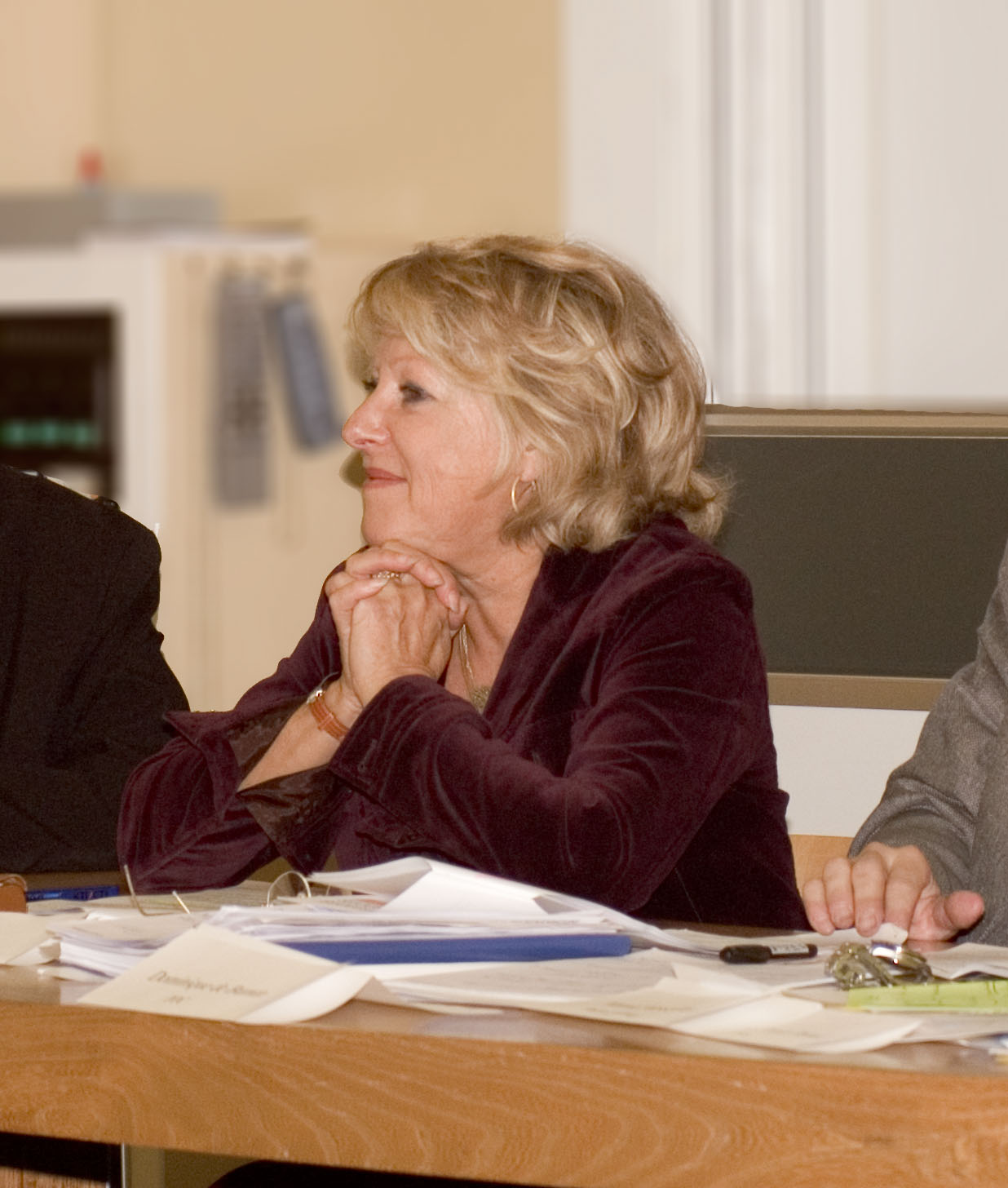
Christiane Langenberger (2005)

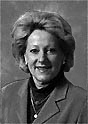
Christiane Langenberger

Christiane Langenberger (* 21. April 1941 in Bern; † 16. August 2015 in Romanel-sur-Morges; heimatberechtigt ebenda) war eine Schweizer Politikerin. Sie präsidierte von 2003 bis 2004 als erste Frau die Freisinnig-Demokratische Partei der Schweiz (FDP).

## Biografie
Das erste politische Amt bekleidete Langenberger als Gemeinderätin (Exekutive) in Romanel-sur-Morges ab 1987. Von 1994 bis 1995 war sie Gemeindepräsidentin. Am 19. Juni 1995 zog sie in den Nationalrat ein und war dort bis zum 5. Dezember 1999 tätig. Ihr gelang am 6. Dezember 1999 die Wahl in den Ständerat; sie vertrat den Kanton Waadt in der kleinen Kammer während zwei Amtsperioden. Bei den Wahlen 2007 stand sie nicht mehr zur Verfügung. Bei der Bundesratswahl 1998 war sie als offizielle Kandidatin für die Nachfolge des zurückgetretenen Jean-Pascal Delamuraz nominiert. Die Vereinigte Bundesversammlung wählte aber Pascal Couchepin ins Amt. Im Januar 2003 übernahm sie von Gerold Bührer das Präsidium der FDP und führte dieses Amt bis im April 2004.
Langenberger war verheiratet und hatte zwei Kinder. Sie lebte in Romanel-sur-Morges, wo sie am 16. August 2015 nach langer Krankheit 74-jährig verstarb.